# Jonathan Isaac
Jonathan Isaac, né le 3 octobre 1997 dans le Bronx à New York, est un joueur américain de basket-ball évoluant au poste d'ailier fort. Il est sélectionné en 6e position de la draft 2017 de la NBA par le Magic d'Orlando, où il évolue encore à ce jour.

## Biographie

### Carrière universitaire
Jonathan va au lycée d'IMG Academy situé à Bradenton en Floride, puis fait son cursus universitaire avec les Seminoles de Florida State durant la saison 2016-2017 où il est éliminé au deuxième tour de la March Madness 2017 face aux Musketeers de Xavier.
En mars 2017, il déclare sa candidature à la draft 2017 de la NBA.

### Carrière professionnelle
Jonathan Isaac est drafté en 2017 en 6e position par le Magic d'Orlando.

#### Magic d'Orlando (depuis 2017)

##### Saison 2017-2018
Le 1er juillet 2017, il signe son contrat rookie avec la franchise de Floride. Il participe à la NBA Summer League 2017 avec le Magic. Il commence sa carrière NBA le 18 octobre 2017 et une victoire sur le parquet du Heat de Miami en jouant 17 minutes en sortie de banc pour 4 points marqués.
Le 11 novembre 2017, il se tord la cheville lors de la réception des Nuggets de Denver et ne va participer qu'à trois matches jusqu'au mois de décembre avant d'être noté absent pour une durée indéterminée par le Magic en raison de l'aggravation de sa blessure à la cheville.
Le 23 février 2018, il revient de blessure mais il est envoyé en NBA Development League chez le Magic de Lakeland afin de reprendre un peu de rythme avant de revenir en NBA. Il ne joue que deux matches en D-League face au Red Claws du Maine et au Drive de Grand Rapids. Il finit la saison avec Orlando et une 14ème place de la conférence Est, donc pas de Playoffs.

##### Saison 2018-2019
Jonathan Isaac participe à la NBA Summer League 2018 avec le Magic car après une saison non complète, il a besoin de jouer.
Il commence sa saison NBA à nouveau face au Heat de Miami le 18 octobre 2018. Le 31 janvier 2019, il établit son record en carrière avec 13 rebonds lors de la victoire du Magic contre les Pacers. Le 10 février, il établit un nouveau record pour lui en carrière face aux Hawks avec 5 contres. Et le 12 février face aux Pelicans, il réalise sa meilleure performance en termes de point durant un match avec 20 points inscrits et la large victoire d'Orlando 118 à 88.
Orlando termine 6e de la saison régulière de la conférence Est et participe aux Playoffs 2019. Avec le Magic, il défie les futurs champions NBA dès le premier tour à savoir les Raptors de Toronto et une défaite 1-4. Pourtant, le Magic commence la série par une victoire 104 à 101 sur le parquet de Toronto avec Jonathan Isaac dans le 5 majeurs et il joue 40 minutes pour 11 points. Il est titulaire durant toute la série,,,.
Jonathan Isaac réalise une saison complète en participant à 75 matches pour 64 titularisations.

##### Saison 2019-2020
Jonathan Isaac commence sa saison le 24 octobre 2019 et une victoire face aux Cavaliers de Cleveland. Il débute dans le 5 majeurs qu'il ne quitte pas durant toute la première partie de la saison. Il bat même son record de points le 28 octobre face aux Raptors avec 24 points.
Le 1er janvier 2020, lors du match face aux Wizards de Washington, il se blesse et souffre d'une lésion du point d'angle postéro-externe du genou qui va l'éloigner des terrains pour plusieurs semaines. En février 2020, le président de la franchise floridienne parle même d'une possible indisponibilité jusqu'à la fin de la saison. Pour le garder impliqué au sein de la franchise le temps de sa convalescence, il a un rôle de scout au sein du staff. La saison en cours est mise à l'arrêt le 11 mars en raison de la pandémie de COVID-19. Il reprend le chemin des terrains au mois de juillet pour finir la saison dans la bulle d'Orlando en se faisant remarquer en refusant de s'agenouiller durant l'hymne américain pour dénoncer la mort de George Floyd et en ne portant pas le t-shirt "Black Lives Matter" durant l'échauffement. Mais il se blesse gravement au genou face au Kings de Sacramento et voit sa saison s'achever définitivement.

##### Saison 2020-2021
Durant la fin de la saison 2019-2020, lors de la bulle d'Orlando, Jonathan Isaac est victime d'une rupture du ligament antérieur du genou gauche face aux Kings. Son président, Jeff Weltman, annonce fin août 2020 qu'il sera absent pour l'intégralité de la saison 2020-2021. Malgré sa longue blessure, il signe une extension de contrat avec le Magic pour 80 millions de dollars sur quatre ans.

##### Saison 2021-2022
Il manque à nouveau l'intégralité de la saison et se blesse légèrement à l’ischio-jambier droit pendant sa rééducation.

##### Saison 2022-2023
Il ne commence pas la saison avec le Magic car il est toujours en convalescence. Durant le mois de décembre 2022, il reprend l'entraînement avec le Magic de Lakeland, l'équipe de G-League affiliée au Magic d'Orlando. Début janvier 2023, il s'entraîne à nouveau avec ses coéquipiers du Magic d'Orlando. Le même mois, il rejoue en match officiel avec le Magic de Lakeland, en G-League en inscrivant 15 points et prenant 5 rebonds en 15 minutes de jeu,. Il marque son retour en NBA le 23 janvier 2023, 904 jours après son dernier match dans la ligue nord américaine et 211 matches ratés, face aux Celtics de Boston, avec des statistiques de 10 points, 3 rebonds et 2 interceptions en 10 minutes de jeu. En mars, Isaac doit subir une opération chirurgicale à la suite d'une déchirure d'un muscle de l'adducteur gauche. Il ne rejoue pas de la saison. Sur la saison, il participe à 11 rencontres en NBA pour une moyenne de 5,0 points.

##### Saison 2023-2024
Il commence la saison lors du premier match face aux Rockets de Houston, inscrivant 11 points et 4 rebonds en 14 minutes en sortie de banc.

## Clubs successifs
- 2017- :  Magic d'Orlando (NBA)
  - février 2018 :  Magic de Lakeland (G-League)
  - janvier 2023 :  Magic de Lakeland (G-League)

## Statistiques

### Universitaires
| Saison    | Équipe        | Matchs | Titul. | Min./m | % Tir | % 3pts | % LF | Rbds/m. | Pass/m. | Int/m. | Ctr/m. | Pts/m. |
| --------- | ------------- | ------ | ------ | ------ | ----- | ------ | ---- | ------- | ------- | ------ | ------ | ------ |
| 2016-2017 | Florida State | 32     | 32     | 26,2   | 50,8  | 34,8   | 78,0 | 7,84    | 1,16    | 1,16   | 1,53   | 11,97  |
| Total     | Total         | 32     | 32     | 26,2   | 50,8  | 34,8   | 78,0 | 7,84    | 1,16    | 1,16   | 1,53   | 11,97  |

### Professionnelels

#### Saison régulière
| Saison    | Équipe  | Matchs | Titul. | Min./m | % Tir | % 3pts | % LF | Rbds/m. | Pass/m. | Int/m. | Ctr/m. | Pts/m. |
| --------- | ------- | ------ | ------ | ------ | ----- | ------ | ---- | ------- | ------- | ------ | ------ | ------ |
| 2017-2018 | Orlando | 27     | 10     | 19,8   | 37,9  | 34,8   | 76,0 | 3,67    | 0,67    | 1,22   | 1,11   | 5,37   |
| 2018-2019 | Orlando | 75     | 64     | 26,6   | 42,9  | 32,3   | 81,5 | 5,48    | 1,07    | 0,79   | 1,31   | 9,60   |
| 2019-2020 | Orlando | 34     | 32     | 28,8   | 47,0  | 34,0   | 77,9 | 6,79    | 1,41    | 1,56   | 2,29   | 11,88  |
| 2022-2023 | Orlando | 11     | 0      | 11,3   | 41,5  | 40,0   | 55,6 | 4,00    | 0,55    | 1,27   | 0,36   | 5,00   |
| Total     | Total   | 147    | 106    | 24,7   | 43,7  | 33,3   | 78,9 | 5,34    | 1,03    | 1,08   | 1,43   | 9,01   |

#### Playoffs
| Saison | Équipe  | Matchs | Titul. | Min./m | % Tir | % 3pts | % LF | Rbds/m. | Pass/m. | Int/m. | Ctr/m. | Pts/m. |
| ------ | ------- | ------ | ------ | ------ | ----- | ------ | ---- | ------- | ------- | ------ | ------ | ------ |
| 2019   | Orlando | 5      | 5      | 27,3   | 27,5  | 20,0   | 87,5 | 6,20    | 0,40    | 0,40   | 1,00   | 6,60   |
| Total  | Total   | 5      | 5      | 27,3   | 27,5  | 20,0   | 87,5 | 6,20    | 0,40    | 0,40   | 1,00   | 6,60   |

## Records sur une rencontre en NBA
Les records personnels de Jonathan Isaac en NBA sont les suivants, :
| Type de statistique        | Saison régulière | Saison régulière                  | Saison régulière | Playoffs | Playoffs               | Playoffs      |
| Type de statistique        | Record           | Adversaire                        | Date             | Record   | Adversaire             | Date          |
| -------------------------- | ---------------- | --------------------------------- | ---------------- | -------- | ---------------------- | ------------- |
| Points                     | 25               | 2 fois                            | 2 fois           | 14       | 2 fois                 | 2 fois        |
| Paniers marqués            | 10               | 2 fois                            | 2 fois           | 5        | 2 fois                 | 2 fois        |
| Paniers tentés             | 18               | 2 fois                            | 2 fois           | 11       | Raptors de Toronto     | 19 avril 2019 |
| Paniers à 3 points réussis | 5                | @ Raptors de Toronto              | 28 octobre 2019  | 4        | Cavaliers de Cleveland | 27 avril 2024 |
| Paniers à 3 points tentés  | 9                | @ Pelicans de La Nouvelle-Orléans | 12 février 2019  | 7        | Raptors de Toronto     | 19 avril 2019 |
| Lancers francs réussis     | 6                | @ Pelicans de La Nouvelle-Orléans | 15 décembre 2019 | 4        | Raptors de Toronto     | 19 avril 2019 |
| Lancers francs tentés      | 7                | @ Pelicans de La Nouvelle-Orléans | 15 décembre 2019 | 4        | 2 fois                 | 2 fois        |
| Rebonds offensifs          | 7                | @ Raptors de Toronto              | 20 novembre 2019 | 3        | 2 fois                 | 2 fois        |
| Rebonds défensifs          | 10               | 2 fois                            | 2 fois           | 5        | 2 fois                 | 2 fois        |
| Rebonds totaux             | 13               | 2 fois                            | 2 fois           | 8        | @ Raptors de Toronto   | 13 avril 2019 |
| Passes décisives           | 5                | 2 fois                            | 2 fois           | 1        | 2 fois                 | 2 fois        |
| Interceptions              | 7                | @ Bucks de Milwaukee              | 28 décembre 2019 | 2        | Raptors de Toronto     | 19 avril 2019 |
| Contres                    | 6                | @ Mavericks de Dallas             | 6 novembre 2019  | 3        | @ Raptors de Toronto   | 13 avril 2019 |
| Balles perdues             | 4                | 4 fois                            | 4 fois           | 2        | 2 fois                 | 2 fois        |
| Minutes jouées             | 37               | @ Wizards de Washington           | 3 décembre 2019  | 40       | @ Raptors de Toronto   | 13 avril 2019 |

- Double-double : 10
- Triple-double : 0

Dernière mise à jour : 13 avril 2025

## Salaires
Les gains de Jonathan Isaac en NBA sont les suivants :
| Saison      | Équipe          | Salaire      |
| ----------- | --------------- | ------------ |
| 2017-2018   | Magic d'Orlando | 4 186 320 $  |
| 2018-2019   | Magic d'Orlando | 4 969 080 $  |
| 2019-2020   | Magic d'Orlando | 5 806 440 $  |
| 2020-2021   | Magic d'Orlando | 7 362 566 $  |
| 2021-2022   | Magic d'Orlando | 17 400 000 $ |
| 2022-2023   | Magic d'Orlando | 17 400 000 $ |
| Total Gains | Total Gains     | 57 124 406 $ |
| 2023-2024   | Magic d'Orlando | 17 400 000 $ |
| 2024-2025   | Magic d'Orlando | 17 400 000 $ |

## Vie privée
En août 2023, il lance la marque UNITUS qui vend des vêtements et chaussures de sport.